# 太陽系の天体の最も大きなクレーターの一覧
太陽系の天体の最も大きなクレーターの一覧（たいようけいのてんたいのもっともおおきなクレーターのいちらん）は、太陽系に属する天体の表面にあるクレーターの中で特に大きなものを直径順に並べた一覧である。特に巨大なクレーターである場合には、最大ではないものも掲載する。
下記の一覧に掲載されているクレーターの中には、本当にクレーターか否かわかっていないものがあったり、正式にはクレーターであるとは認定されていないものも含まれる。それらについては備考にて明示する。また、現存しているものではなく形成時の推定直径の場合も備考に記す。

## 一覧
| クレーター名           | 直径 (km)    | 天体         | 天体の 平均直径 との比率 | 画像 | 注釈・備考 |
| ---------------------- | ------------ | ------------ | ------------------------ | ---- | --- |
| 北極盆地               | 10600 × 8500 | 火星         | 156% × 125%              |      | クレーターか否かはわかっていない。正しければ太陽系最大のクレーター。                                                             |
| ユートピア平原         | 3300         | 火星         | 49%                      |      | クレーターか否かはわかっていない。                                                                                               |
| プロセラルム盆地       | 3000         | 月           | 86%                      |      | クレーターか否かはわかっていない。かぐやによる調査結果の分析から有力な証拠が提示されている。                                     |
| 南極エイトケン盆地     | 2500         | 月           | 72%                      |      | 月の裏側で最大のクレーター。 |
| ヘラス平原             | 2300         | 火星         | 34%                      |      | 火星最大のクレーター。 |
| カロリス盆地           | 1550         | 水星         | 32%                      |      | 水星最大のクレーター。メッセンジャーの観測があるまで1300kmと思われていた。                                                       |
| 雨の海                 | 1145         | 月           | 33%                      |      | [ 4 ] [ 8 ] |
| レンブラント           | 715          | 水星         | 15%                      |      | [ 9 ] [ 10 ] |
| MAPCIS                 | 600          | 地球         | 47%                      |      | オーストラリアにある先カンブリア時代からカンブリア紀にかけての時代に形成された衝撃構造地形。リング状構造は最大で2000kmにも及ぶ。 |
| ターギス               | 580          | イアペトゥス | 40%                      |      | イアペトゥス最大のクレーター。                                                                                                   |
| ヘルツシュプルング     | 536          | 月           | 15%                      |      | 国際天文学連合で月のクレーターとして登録されているものの中では最も大きい。                                                       |
| レアシルヴィア         | 505          | ベスタ       | 96%                      |      | ベスタ最大のクレーター。天体直径に対する比率が最も大きなクレーター。                                                             |
| エンゲリアー           | 504          | イアペトゥス | 34%                      |      | ロンスヴォー大陸最大のクレーター                                                                                                 |
| シバ                   | 500          | 地球         | 39%                      |      | チクシュルーブ・クレーターと同時期に形成されたクレーターと思われる埋没地形。                                                     |
| ママルディ             | 480          | レア         | 31%                      |      | レア最大のクレーター。 |
| ウィルクスランド       | 480          | 地球         | 4%                       |      | 南極氷床の下にある重力異常。クレーターか否かはわかっていない。                                                                   |
| オデュッセウス         | 445          | テティス     | 42%                      |      | テティス最大のクレーター。 |
| ベネネイア             | 395          | ベスタ       | 75%                      |      | レアシルヴィアに一部が埋没している。                                                                                             |
| メンルヴァ             | 392          | タイタン     | 8%                       |      | タイタン最大のクレーター。 |
| ヴァルハラ盆地         | 360          | カリスト     | 8%                       |      | カリスト最大のクレーター。衝突の衝撃に由来する多重リングは最大直径3800kmに達する。                                               |
| エヴァンダー           | 350          | ディオネ     | 31%                      |      | ディオネ最大のクレーター。 |
| エピゲウス             | 343          | ガニメデ     | 7%                       |      | ガニメデ最大のクレーター。 |
| ガートルード           | 326          | チタニア     | 21%                      |      | チタニア最大のクレーター。 |
| フレデフォート・ドーム | 300          | 地球         | 2%                       |      | 地球最大のクレーター。現存するのは160km。                                                                                        |
| ミード                 | 275          | 金星         | 2%                       |      | 金星最大のクレーター。 |
| サドベリー隕石孔       | 250          | 地球         | 2%                       |      | 現存するのは62km × 30km。 |
| ウォコロ               | 208          | ウンブリエル | 9%                       |      | ウンブリエル最大のクレーター。                                                                                                   |
| ハムレット             | 206          | オベロン     | 14%                      |      | オベロン最大のクレーター。 |
| マクベス               | 203          | オベロン     | 13%                      |      | [ 31 ] |
| チクシュルーブ         | 180          | 地球         | 1%                       |      | 恐竜をはじめとした白亜紀末の大量絶滅の原因とされる。顕生代以降で形成された最大のクレーター。                                     |
| ハーシェル             | 139          | ミマス       | 35%                      |      | ミマス最大のクレーター。 |
| ウンダ                 | 131          | ウンブリエル | 6%                       |      | 極めて特徴的な白い環状地形。 |
| イアソン               | 101          | フェーベ     | 48%                      |      | フェーベ最大のクレーター。 |